# Självskydd
Självskydd är ett vitt begrepp som innefattar allt som kan skydda personer, omgivning och egendom. Egendom kan till exempel vara djur, hem, fordon, mark och företag.
Termen används även yrkesmässigt av bland annat räddningstjänst, ordningsvakter och polis. Det rör då det egna personliga skyddet, vid utövandet av yrket. I polisens fall är det självförsvar i form av grepptekniker och avvärjande av våld mot egen person i form av personlig taktik och verbal konflikthantering.
Självförsvar eller nödvärn är bara en del i ett självskydd, vilket ofta sammanblandas. Förenklat så är självskydd det man gör för att undvika att själv bli angripen medan självförsvar det man gör när man blivit angripen.
Nödvärn eller självförsvar regleras genom nödvärnsrätten i brottsbalken.